# SGI IrisVision
IrisVision fue una tarjeta de expansión desarrollada por Silicon Graphics para PC compatibles con IBM en 1991 y fue una de las primeras tarjetas aceleradoras 3D disponibles para el mercado de PC de gama alta. IrisVision fue en realidad una adaptación de la Tubería de renderizado encontrada en la estación de trabajo Personal IRIS a la arquitectura Micro Channel y los autobuses ISA de consumo que se encuentran en la mayoría de las PC modernas del día. También es notable por ser la primera vez que una variante de IRIS GL fue portada a la PC (una experiencia que posteriormente condujo a la creación de la API OpenGL). 

## Historia
En 1988, Silicon Graphics presentó una estación de trabajo basada en MIPS, la serie Personal IRIS. Unos años después, IBM otorgó la licencia tanto del subsistema de gráficos como de la (entonces nueva) API IRIS Graphics Library (IRIS GL) para su línea de estaciones de trabajo RS/6000 POWERstation basadas en POWER1. IrisVision fue una rama no intencional de los intentos de SGI de portar el subsistema a la arquitectura Micro Channel de IBM. Descubrieron que era mucho más fácil depurar las implementaciones de prototipo en un IBM PS/2 . 
Para citar a RC Brown: 
"En algún momento, la luz se apagó en la cabeza de alguien;" ¿Por qué no vendemos este juego de placas para usar en PC? ". IrisVision nació. Inicialmente, la tarjeta MCA fue rediseñada para ofrecer algunas características críticas para el Mercado de PC, que incluye una salida de video de estilo VGA estándar de 15 pines y un conector de entrada de paso VGA de 15 pines. El conector genlock de IBM se movió a la parte superior de la tarjeta, y las señales de pantalla estéreo también se llevaron al conector de paso VGA. La tarjeta ocupaba 1 ranura MCA de 32 bits y una ranura adyacente de 16/32 bits. Una o dos placas secundarias proporcionaban memoria de framebuffer y z-buffer.
Luego se comenzó a trabajar en el diseño de una versión de la Arquitectura de la Industria Estándar (ISA o AT-bus) de la tarjeta. Ocuparía 2 ranuras ISA de 16 bits y usaría las tarjetas hijas idénticas a las versiones MCA (e IBM) del conjunto de placas ".

## Especificación
No muy diferente de su variante Personal IRIS, IrisVision era capaz de manejar imágenes ráster de 8 y 24 bits con un búfer Z de 24 bits. La diferencia radica en que todo esto se integró con un motor de geometría de quinta generación sin tener que actualizar las tarjetas. Casi al mismo tiempo, SGI se estaba preparando para presentar la próxima serie de tarjetas gráficas para sus estaciones de trabajo IRIS Indigo, llamadas "Express Graphics", que venían en dos variantes para el IRIS personal: Turbo Graphix y la tubería Elan Graphics, ambas un evolución de IrisVision. 
Se suministra con un compilador C de 32 bits patentado para aprovechar las extensiones de 32 bits de 80386 y 80486 (en este momento, SGI estaba avanzando a microprocesadores de 64 bits en su propia plataforma). El extensor de DOS de 32 bits PharLap también se empaquetó para permitir aún más el uso de grandes cantidades de memoria (hasta 2 GB). Debido a la naturaleza de la canalización, todas las llamadas de ejecución a IRIS GL se mostraban en pantalla completa (MS-DOS no podía mostrar ventanas, por lo que esto dejaba a los programadores la libertad de escribir su interfaz en IRIS GL puro). 

## La revolución 3D olvidada
El hardware de gráficos 3D era una perspectiva relativamente nueva para las microcomputadoras en ese momento, y era desconocido en el mundo de la informática personal de IBM. El software de gráficos 3D se asociaba principalmente con PowerAnimator y Softimage o aplicaciones de nicho en Amiga 3000, como Video Toaster y Lightwave, o Macintosh Quadra, como StrataVision, y el hardware de gráficos 3D se asociaba frecuentemente con máquinas UNIX. Por el contrario, en el mundo de la informática personal de IBM, VGA apenas estaba en el centro de atención cuando IrisVision salió al mercado. IrisVision presentó una alternativa que pocos habían imaginado en la plataforma Intel: la de una plataforma 3D que usaba MS-DOS como sistema operativo base. 
AutoDesk se dio cuenta rápidamente de que podían aprovechar este subsistema de gráficos y lanzó sus productos de producción CAD y 3D más exitosos con soporte para esta tarjeta, entre ellos AutoCAD (Revisiones 12 y 13) y 3D studio 2 a 4. Eventualmente, el soporte para Microsoft Windows sería desarrollado pero sin mucho éxito ya que casi ningún software en el sistema GUI aprovecharía la tarjeta. 
A pesar de todo esto, IrisVision cayó en una relativa oscuridad, ya que IRIS GL no había alcanzado su pináculo ya que la API 3D de facto era PHIGS, y pocas personas tenían una idea real de qué hacer con los gráficos 3D (fuera de la industria CAD) . Otro intento de portar hardware SGI a la plataforma de PC no ocurriría hasta la introducción de la SGI Visual Workstation. 